# Quadrastichus colothorax
Quadrastichus colothorax är en stekelart som beskrevs av Graham 1991. Quadrastichus colothorax ingår i släktet Quadrastichus och familjen finglanssteklar. Inga underarter finns listade i Catalogue of Life.